# Egelbach (Bibert)
Der Egelbach ist ein 12⁄3 km langer Bach in den Bibert-Schwabach-Rezat-Platten sowie ein westsüdwestlicher und rechter Zufluss der Bibert im mittelfränkischen Landkreis Fürth.

## Geographie

### Verlauf
Der Egelbach entspringt in der Flur Lindach auf einer Höhe von 366 m ü. NHN in einem Wald an der Gemeindegrenze zwischen Dietenhofen im Westen und Heilsbronn im Osten.
Der Bach fließt zunächst in Richtung Norden knapp zweihundert Meter an der Grenze zwischen der zu Dietenhofen gehörenden Gemarkung Kehlmünz auf seiner linken Seite und der zu Heilsbronn gehörenden Gemarkung Bürglein durch Waldgelände. Er knickt dann nach West-Nordwesten ab und verlässt kurz danach den Wald und betritt die offene Flur. Er läuft nun in der Gemarkung Kehlmünz durch Felder und Wiesen und wird dann auf seiner rechten Seite vom Abfluss des Lindachbrunnens und etwas später auf der anderen Seite durch einen etwa einen Kilometer langen, namenlosen Graben der Bibertaue gespeist, der nahe dem Unterlauf des vorigen Bibertzuflusses Weihersmühler Graben beginnt.
Der Egelbach passiert nun die Gemeindegrenze nach Großhabersdorf und unterquert dann die 1958 gebaute Brücke der St 2410.
Er fließt nun in Richtung Nord-Nordosten durch Ackerland, kreuzt dann die Straße Schwaig, bildet gleich danach einen kleinen Teich und mündet schließlich auf einer Höhe von 322 m ü. NHN westlich des Großhabersdorfer Ortsteils Schwaighausen von rechts in die Bibert.
Der etwa 1,7 Kilometer lange Lauf des Egelbachs endet ungefähr 44 Höhenmeter unterhalb seiner Quelle, er hat somit ein mittleres Sohlgefälle von etwa 26 ‰.

### Einzugsgebiet
Das etwa 1,1 km² große Einzugsgebiet des Egelbachs liegt in den Bibert-Schwabach-Rezat-Platten und wird durch ihn über die Bibert, die Rednitz, die Regnitz, den Main und den Rhein zur Nordsee entwässert.
Es grenzt
- im Osten an das Einzugsgebiet des Weihersmühlbachs, der in die Bibert mündet,
- im Südosten an das des Weihersmühler Grabens, der in den Weihersmühlbach mündet, und
- im Westen an das des Triebendorfer Grabens, der ebenfalls ein Zufluss der Bibert ist.

Die höchste Erhebung mit 385,8 m ist ein namenloser Hügel im Südwesten des Einzugsgebiets.

## Natur und Umwelt
Er diente zur Entwässerung der Wiesen an der Bibert. Er entspringt auf etwa 323 m der Lindachquelle, einem großen Quelltrichter. Der Egelbach diente vielen Fischen, vor allem Hechten, als Laichgebiet. Im tiefen Sumpf findet man heute vor allem Roll- und Pferde-Egel, die dem Bach den Namen gaben. Heute ist der Graben weitgehend verkrautet.